# Xylohypha nigrescens
Xylohypha nigrescens är en svampart som först beskrevs av Christiaan Hendrik Persoon, och fick sitt nu gällande namn av E.W. Mason 1960. Xylohypha nigrescens ingår i släktet Xylohypha, divisionen sporsäcksvampar och riket svampar.   Inga underarter finns listade i Catalogue of Life.